# Magneetkaart (Siemens)

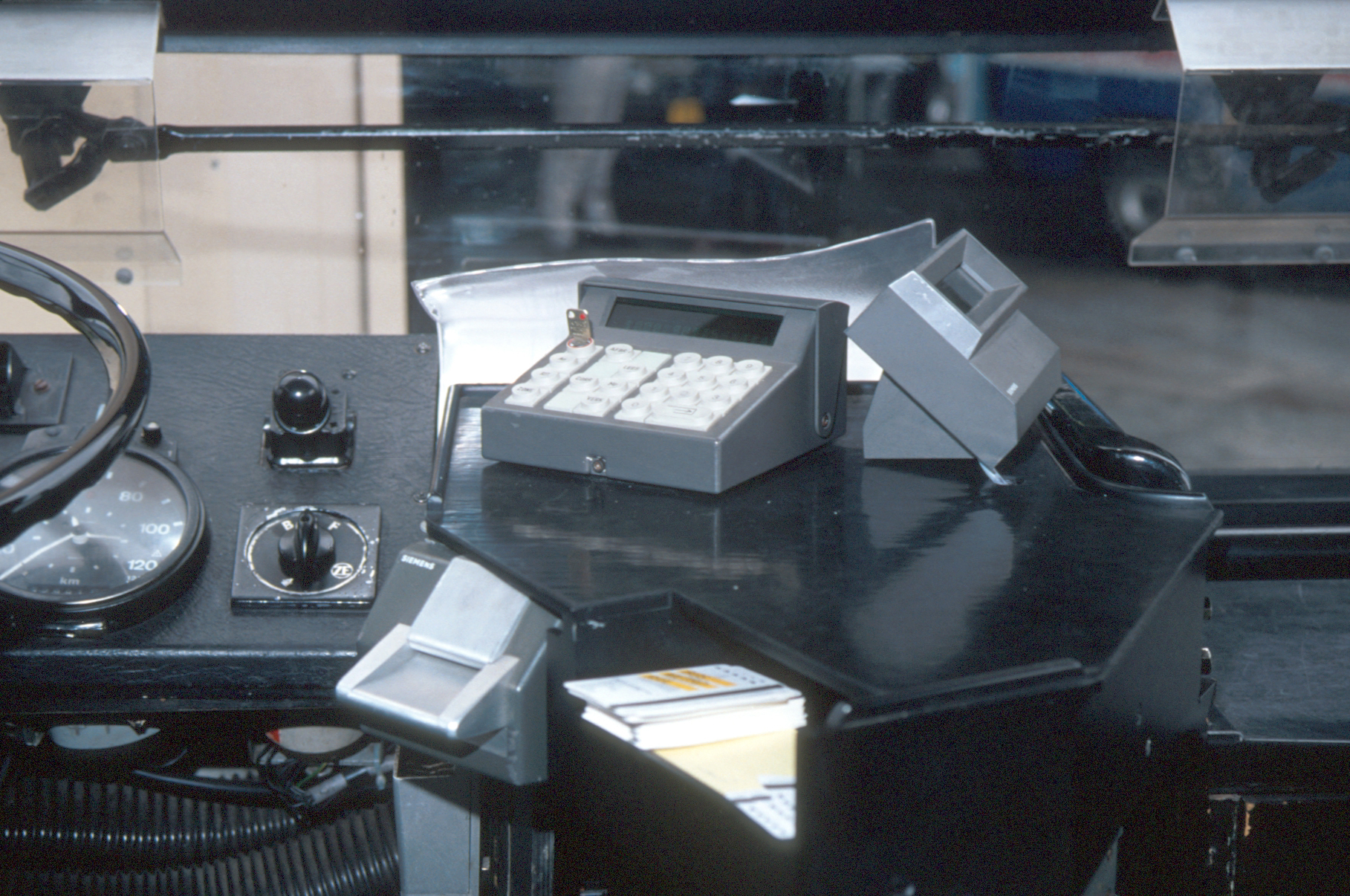
Proefopstelling magneetkaartapparatuur tijdens open dag bij GVB in Groningen

De MagneetKaart (DMK) zou eind jaren 80 de opvolger worden van de Nationale Strippenkaart en het sterabonnement in het Nederlandse openbaar vervoer. Het systeem werd ontwikkeld door Siemens. Tot een invoering is het nooit gekomen. Jaren later lukte het wel om een nationaal betaalsysteem in te voeren, namelijk de OV-chipkaart.

## Geschiedenis
In 1983 werd bekend dat de strippenkaart mogelijk vervangen zou worden door een kartonnen magneetbandkaart, omdat openbaarvervoerbedrijven vonden dat het strippenkaartsysteem niet voldeed. Belangrijkste reden was de moeilijk meetbare "vervoersprestatie". Het nieuwe vervoerbewijs zou door speciale apparatuur op geldigheid gecontroleerd worden en strippenkaarten en abonnementskaarten vervangen. Omdat in het nieuwe systeem geen sprake meer was van uit strippen bestaande kaarten, werd van waardekaarten gesproken in plaats van strippenkaarten.
In 1984 begonnen het ministerie van Verkeer en Waterstaat onder leiding van Neelie Kroes en het Duitse industrieconcern Siemens met de ontwikkeling van de magneetkaart, ondanks tegenwerkende buschauffeurs die liever terug wilden naar het “klantvriendelijke” kaartje uit de jaren zeventig.
De magneetstrip bevat drie parallelle sporen, waarvan er twee alleen kunnen worden gelezen, terwijl op de derde ook kan worden geschreven. Op de kaart kan informatie over de geldigheidsperiode, reisgebied, tijd en instappunt worden opgeslagen, maar het geheugen is te beperkt om zeer uitgebreide gegevens over de kaartgebruiker te kunnen opslaan. De kaart zou eveneens geldig moeten worden voor reizen met de trein bij de Nederlandse Spoorwegen (tot max. 30 km). De abonnementskaart is eveneens een magneetbandkaart waarop relevante informatie voor abonnementen is vastgelegd. Abonnementen worden bij gebruik echter niet in waarde verminderd. Bij toepassing van een magneetbandkaart is een kaartlezer en/of valideerapparaat nodig.
De magneetkaart als vervoerbewijs kan informatie over kaartgebruik en informatie nodig voor de verdeling van de opbrengsten uit kaartverkoop leveren. Aan de kant van de vervoerbedrijven ontstaat er een groeiende behoefte aan meer beleidsvrijheid ten aanzien van de tariefstelling. Tariefdifferentiatie is in het huidige kaartsysteem echter niet mogelijk, omdat in het onderzoek achteraf niet kan worden aangegeven wat de effecten van de tariefdifferentiatie voor elk vervoerbedrijf zijn, en op welk deel van de totale opbrengsten de vervoerbedrijven recht hebben. Hierdoor kunnen andere vervoerbedrijven profiteren van de extra opbrengsten veroorzaakt door de inspanningen van een ander vervoerbedrijf ("free riding"). Aan de kant van de overheid blijft de wens van kaartintegratie bestaan.
Kroes reserveerde 9 miljoen gulden voor praktijkproeven in het Westland en Twente. Er werd juist niet gekozen voor de grote steden, omdat in dunner bevolkte gebieden makkelijker kon worden getest. Het plan was dat in 1992 het hele land zou reizen per “Magneetkaart”.
Hoewel de kaart voor betaling in telefooncellen wel populair werd slaagde de introductie van de magneetkaart als vervoerbewijs niet. De oorspronkelijke invoeringsdatum, 1988, blijkt al snel niet haalbaar. Het ontwikkelen van het systeem blijkt moeilijker dan iedereen aanvankelijk verwacht. Dit wordt onder andere duidelijk wanneer Siemens in 1986 een prototype van de magneetkaart presenteert, dat wordt getest bij de HTM in Den Haag. Chauffeurs, vervoerbedrijf en reizigers kunnen niet met de magneetkaart overweg. Op het moment dat De Magneetkaart (DMK) in 1989 bij de stadsvervoerders in de Randstad ingevoerd zou worden, kwamen de vervoerders tot de conclusie dat het instappen van de reiziger zo veel tijd in beslag nam dat dit tot grote problemen zou leiden in de spits. Daarnaast was er ook een conflict over de kosten die inmiddels waren opgelopen tot 300 miljoen gulden.
Vanuit de vervoerswereld wordt het bestaan van onzekerheden met betrekking tot het magneetkaartsysteem als reden aangedragen. Dit betreffen de kosten en baten van het magneetkaartsysteem, de fraudegevoeligheid en beveiligingsaspecten, de klantvriendelijkheid, de invloed op de halteringstijden en daarmee de rijtijd, het informatiesysteem en de wijze van invoering. Ook konden de vervoerbedrijven het niet eens worden over de vraag waaraan de magneetkaart moest voldoen. Het project werd op 19 september 1989 vanwege bovengenoemde redenen stopgezet. Siemens kreeg van het ministerie 2 miljoen gulden voor alle vruchteloze moeite.